# Arthrospira
Arthrospira (лат.) — род цианобактерий (синезелёных водорослей) класса Cyanophyceae. Человеком и различными видами животных употребляются в пищу в основном два вида: Arthrospira platensis и Arthrospira maxima, имеющие коммерческое название «Спирулина». Название Спирулина (лат. Spirulina), по мнению разных систематиков, либо закреплено за отдельным родом цианобактерий, либо является синонимом рода Arthrospira.
Представители рода Arthrospira культивируются по всему миру, используются в качестве пищевой добавки и самостоятельного продукта, доступны в форме таблеток, хлопьев и порошка, а также в качестве кормовой добавки при разведении рыб и в птицеводстве.
Фотосинтетические пигменты Arthrospira: хлорофиллы и фикоцианины, фикоэритрины.

## Экология
Представители рода Arthrospira — свободно плавающие нитевидные цианобактерии, характеризующиеся цилиндрическими многоклеточными трихомами в левозакрученной спирали. Перегородки под световым микроскопом неразличимы. Слизистые чехлы не развиты или развиты слабо.
Arthrospira platensis имеет оптимум pH между 8 и 11, встречается в тропических и субтропических озёрах, вода которых обладает высоким рН и концентрацией карбонатов и бикарбонатов. Arthrospira platensis встречается в Африке, Азии и Южной Америке, в то время как ареал Arthrospira maxima ограничен Центральной Америкой. Крупнейшие коммерческие производители спирулины расположены в США, Таиланде, Индии, Тайване, Китае, Бангладеш, Пакистане, Мьянме, Греции и Чили.
Для роста и развития спирулины требуется высокая температура и освещённость.

## Использование человеком
Спирулина являлась источником пищи для ацтеков и других племён Мезоамерики вплоть до XVI века, сбор «урожая» с озера Тескоко и последующая продажа собранной водоросли в виде характерных зелёных лепёшек были описаны одним из солдат Кортеса. Ацтеки называли их tecuitlatl. Несмотря на то, что, по результатам произведённых в 1960-х годах французских исследований, озеро Тескоко по-прежнему было богато спирулиной, описания использования спирулины в качестве ежедневного источника пищи окрестных племён после XVI века отсутствуют. В качестве возможных факторов называют возникшую после осушения окрестных озёр ради более крупного сельского хозяйства пищевую альтернативу, а также постепенную урбанизацию региона.
Также спирулину традиционно собирают в Чаде из многочисленных озёр и прудов, окружающих озеро Чад. Водорослевую массу прессуют в лепёшки под названием dihé, которые используются в дальнейшем и для непосредственного употребления, и в качестве ингредиента для варки супов.
Спирулина активно культивируется, в том числе в России.
Наряду с озером Чад китайское озеро Цинхай является одним из немногих природных ареалов спирулины. После исчезновения озера Тескоко только в озёрах Чад и Цинхай собирается естественно выросшая спирулина.

### В питании космонавтов
В конце 1980-х и начале 1990-х одновременно НАСА (CELSS) и Европейское космическое агентство предложили спирулину в качестве одного из основных продуктов для культивации в ходе длительных космических полётов.

## Содержание питательных веществ и витаминов

### Белок
Высушенная спирулина содержит около 60 % (51—71 %) белка. Это полноценный белок, содержащий все незаменимые аминокислоты, хотя и с пониженным содержанием метионина, цистеина и лизина по сравнению с белком мяса, яиц и молока. Однако по данным показателям спирулина превосходит другие растительные источники белка, такие как бобовые.

### Другие питательные вещества
Содержание липидов составляет около 7 % от массы, в спирулине много гамма-линоленовой кислоты (GLA), присутствует альфа-линоленовая кислота, линолевая кислота (LA), стеаридоновая кислота (англ. SDA), эйкозапентаеновая кислота (EPA), докозагексаеновая кислота (DHA) и арахидоновая кислота (АА). Спирулина содержит витамины В1 (тиамин), В2 (рибофлавин), В3 (никотинамид), В6 (пиридоксин), В9 (фолиевая кислота), витамин C, витамин D, витамин A и витамин E. Также спирулина является источником калия, кальция, хрома, меди, железа, магния, марганца, фосфора, селена, натрия и цинка. Спирулина содержит в 34 раза больше железа, чем шпинат и в 25 раз больше бета-каротина, чем сырая морковь. Спирулина содержит множество пигментов, в том числе бета-каротин, зеаксантин, хлорофилл а, ксантофилл, эхиненон, миксооксантофил, кантаксантин, диатоксантин, 3'-гидроксиэхиненон, бета-криптоксантин и осциллаксантин, фикобилипротеины с-фикоцианин и аллофикоцианин.

## Польза для здоровья и риски

### Безопасность

#### Токсикологические исследования
Токсикологические исследования влияния употребления спирулины на людей и животных, включая употребление в пропорции 800 мг/кг и замены до 60 % суточной нормы белка на белок спирулины, не показали признаков токсического воздействия. Рождаемость, тератогенность, пред- и послеродовые исследования в течение нескольких поколений на животных также не нашли никаких негативных последствий от употребления спирулины. В рамках проведённого в 2009 году исследования 550 недоедающих детей употребляли до 10 граммов порошка спирулины в день без каких-либо побочных эффектов. Многочисленные клинические исследования также не выявили вредного воздействия добавок из спирулины.
В исследовании Института гидробиологии Китая от 2008 года было обнаружено, что в 94 % образцов (34 из 36) спирулины содержится гепатотоксин микроцистин. В 2009 году методом жидкостной хроматографии был проведен ряд исследований нескольких диетических добавок, содержащих цианобактерии от различных коммерческих поставщиков на наличие анатоксина-А. Всего в исследовании было проанализировано 39 образцов. Результаты показали, что лишь три образца (7,7 %) содержали анатоксин-А в концентрациях от 2,50 до 33 мкг (-1)..
Анатоксин-А, как предполагается, послужил причиной смерти как минимум одного человека. Контроль за отсутствием мутаций штамма и биохимический контроль выходной продукции накладывает ряд ограничений на производство пищевых белковых биомасс.

#### Вопросы безопасности, связанные с качеством
Спирулина является одной из форм цианобактерий, некоторые из которых выделяют токсины: микроцистины, BMAA и другие. В некоторых образцах спирулины были обнаружены микроцистины, хотя их концентрация была ниже предела, допустимого Департаментом здравоохранения штата Орегон. Микроцистины могут вызвать желудочно-кишечные расстройства и, в долгосрочной перспективе, рак печени, что предъявляет повышенные требования к выбору производителя добавок из спирулины.
Эти токсичные соединения не производятся самой спирулиной, но могут возникать в результате загрязнения партий спирулины другими видами синезелёных водорослей, продуцирующих токсины. Поскольку спирулина считается пищевой добавкой, во многих странах, в частности, в США, отсутствует жёсткое регулирование условий её производства и контроль соблюдения стандартов безопасности. Американский Национальный институт здоровья классифицирует добавки спирулины как «предположительно безопасные», при условии, что они свободны от загрязнения микроцистинами, и «скорее всего, небезопасные» в случае такого загрязнения, особенно для детей. Учитывая отсутствие необходимых нормативов и стандартов, некоторые исследователи общественного здравоохранения в США выразили озабоченность тем, что потребители не могут быть уверены в отсутствии загрязнения спирулиновых добавок другими синезелеными водорослями.
Также вызывает озабоченность нередкое загрязнение спирулиновых добавок тяжелыми металлами. Государственная служба пищевых продуктов и медикаментов Китая сообщала, что загрязнения примесями свинца, ртути и мышьяка часто встречаются в спирулиновых добавках, продающихся в Китае.

#### Безопасность для отдельных групп
В связи с очень высоким содержанием в спирулине витамина K пациенты, проходящие лечение антикоагулянтами, должны перед употреблением добавки проконсультироваться с врачом для корректировки необходимой дозы лекарства. Как и все богатые белком продукты, спирулина содержит существенное количество аминокислоты фенилаланина (2,6—4,1 г/100 граммов продукта), которой следует избегать людям, больным фенилкетонурией.

### Исследованияin vitro
Основной активный компонент спирулины — фикоцианобилин, составляющий около 1 % от массы спирулины. Это соединение замедляет реакции NADPH-оксидазы. Спирулина была изучена in vitro как средство против ВИЧ, как хелатообразователь железа, как радиозащитное средство. Исследования на животных оценивали воздействие спирулины в предотвращении вызванных химиотерапией повреждений сердца, восстановлении после инсульта, связанным с возрастными изменениями снижением памяти, при диабете, амиотрофическом латеральном склерозе, сенной лихорадке.

### Псевдовитамин B12
Бо́льшую часть витамина B12 организм получает из животной пищи, поэтому вегетарианцы испытывают его недостаток, получая витамин лишь в малых дозах из молока и молочных продуктов. Таким образом, этой группе населения он необходим особенно. Исследования, проведенные в 2014 году, показали, что спирулина содержит компоненты, схожие с необходимым витамином; они получили название «псевдовитамин B12». Тем не менее воздействие спирулины на содержание витамина B12 в крови не было доказано клинически. На 2015 год вопрос о витамине В12 в спирулине как не подтвержден, так и не опровергнут ни одним исследованием.

### Исследования у человека
Существуют исследования для оценки воздействия спирулины на организм недоедающих детей, в качестве средства лечения косметических аспектов отравления мышьяком, сенной лихорадки и аллергического ринита, при артрите, при гиперлипидемии и гипертонии, как средство повышения выносливости к физическим нагрузкам. Наличие в спирулине антиоксиданта β-каротина позволяет предположить наличие некоторой противоопухолевой активности. Существуют некоторые свидетельства о положительном воздействии спирулины на снижение уровня холестерина в крови, но, перед тем как сделать окончательные выводы о её эффективности, требуется проведение большого объёма дополнительных исследований. Отдельные проведённые эксперименты указывают на перспективность дальнейших исследований эффективности спирулины при синдроме хронической усталости и в качестве противовирусного средства. 